# Sternzeichen Hass
Sternzeichen Hass ist eine EP des Rappers Audio88. Sie erschien am 26. Mai 2017 über das Label Normale Musik.

## Titelliste
1. Dosenpfirsiche – 2:20
2. Treibjagd (feat. Morlockk Dilemma) – 3:27
3. Lied vom Tod auf dem Theremin (feat. Doz9) – 2:56
4. Trottel – 2:04
5. Selfies (feat. Lakmann & Megaloh) – 3:17
6. Vom Wollen und Brauchen – 2:38
7. Ab nach Hause – 2:55
8. Direkter Vergleich – 3:20

## Rezeption
Die E-Zine Laut.de bewertete Sternzeichen Hass mit fünf von möglichen fünf Punkten. Aus Sicht der Redakteurin Anastasia Hartleib setze Audio88 an, „um in einem philosophischen Monolog unsere Gesellschaft bis auf ihren Kern zu zertrümmern.“ Sobald das Album verklinge, bleibe „jeder aufrichtige Hörer einfach sprachlos zurück.“ Der Rapper verteile zu „seinen scharfsinnigen Analysen unseres Zeitgeistes […] Freudsche Weisheiten, denen keine Umschreibung das Wasser reichen“ könne. Auf Sternzeichen Hass bekommen „Wut und der angestaute Hass […] endlich ein Ventil“, sodass es sich „im Laufe des Albums als eine Anti-Aggressionstherapie“ entpuppe. Allerdings zeige sich auch zunehmend „die beißende Ironie, mit der Audio sein Gegenüber“ bearbeite.
Philipp Kunze rezensierte Sternzeichen Hass für das Hip-Hop-Magazin Juice. Audio88 sei es nicht wichtig „im HipHop ständig das Rad neu“ zu erfinden, sondern nutze die Kunstform, „um in die Hölle zu fahren und sich umzugucken“. „Dringlichkeit im westlichen Wohlstand“ sei eine Kunst, die der Rapper beherrsche. Auf der EP stelle er sich „gegen blinde Systemhörigkeit, Bigotterie, Schrebergartengedankengut und Backpacker-Weisheiten.“ Allerdings verstehe Audio88 nicht „die Kluft zwischen den Menschen kleiner zu machen, sondern [trage] mit aggressivem Besserwissen und Polemik weiter zur Lagerbildung bei“, womit er vielen schlauen Linken ähnele.
Lukas Maier von MZEE fasst es ganz simpel zusammen: Für das Werk gelte nämlich „wo ‚Sternzeichen Hass‘ draufsteht, ist auch Hass drin.“